# Dapaong
Dapaong (a volte chiamata Dapaongo o Dapango) è una città del Togo e capoluogo della Regione delle Savane, nel nord del paese. È situata vicino al confine con il Burkina Faso ed è circa 638 km a nord della capitale Lomé; possiede al suo interno un piccolo museo.